# Oenanthe graminifolia
Oenanthe graminifolia är en flockblommig växtart som beskrevs av Jean François Aimée Gottlieb Philippe Gaudin. Oenanthe graminifolia ingår i släktet stäkror, och familjen flockblommiga växter. Inga underarter finns listade i Catalogue of Life.